# Строчок
Строчок (Gyromitra Fr.) — рід грибів родини Дисцинові (Discinaceae). Описано у 1849 році.

## Опис
У представників роду плодові тіла великі, м'ясисті, до 10-12 см висотою. Шапинка неправильної яйцеподібної форми, або безформенна, горбкувата, складчаста, бура, темно-бура або коричнева, краї шапинки місцями прирослі до ніжки, мозкоподібна, з глибокими звивистими складками. Ніжка широка, порожниста, біла, м'ясиста. Аски циліндричні, 8-спорові. Сумки довгі, циліндричні. Спори еліпсоїдні, гладкі, без кольору.

## Види
Відомо близько 35 видів.
В Україні поширено 4 види:
- Строчок звичайний — G. esculenta
- Строчок великий — G. gigas
- Строчок осінній — G. infula
- Строчок Слоневського — G. slonevskii

## Поширення
Види цього роду — ґрунтові сапротрофи. Поширені в хвойних, змішаних і листяних лісах. Зустрічаються переважно весною. Восени з'являються Строчки осінні.

## Практичне використання
Строчки є отруйними грибами через наявність у плодових тілах токсину гіромітрину, який викликає отруєння зі смертельними наслідками. Цей токсин розчиняється у воді та швидко зникає, проте ні виварювання, ні висушування не видаляє його остаточно. Тому вважається отруйним грибом.
Деякі автори стверджують, що токсин видаляється при висушуванні.